# Cussac-sur-Loire
Cussac-sur-Loire település Franciaországban, Haute-Loire megyében. Lakosainak száma 1658 fő (2022. január 1.). Cussac-sur-Loire Chadron, Coubon, Le Puy-en-Velay, Saint-Christophe-sur-Dolaizon és Solignac-sur-Loire községekkel határos.

## Népesség
A település népességének változása:
| Lakosok száma | 456  | 1165 | 1358 | 1584 | 1728 | 1751 | 1710 | 1678 | 1673 | 1658 |
|               | 1968 | 1982 | 1990 | 2006 | 2013 | 2015 | 2017 | 2019 | 2020 | 2022 |